# Đau đớn ở động vật

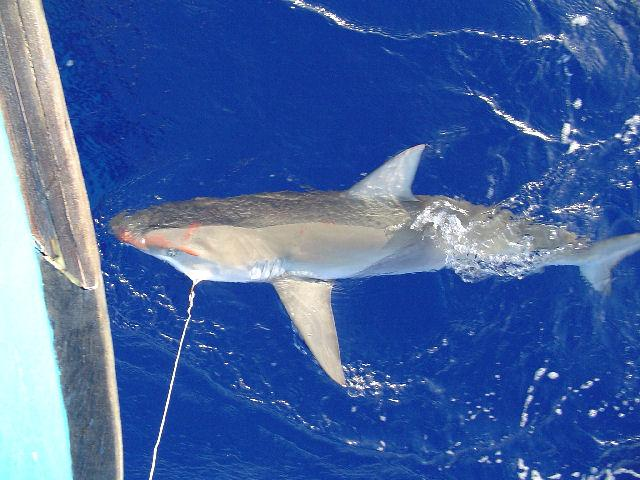
Một con cá mập Galapagos được móc vào một tàu đánh cá

Đau đớn ở động vật là một trải nghiệm cảm giác sợ hãi gây ra bởi chấn thương thực thể hoặc tiềm năng dẫn đến sự vận động bảo vệ và các phản xạ không điều kiện, từ đó học cách tránh và có thể thay đổi hành vi cụ thể mang tính loài, bao gồm cả hành vi cộng đồng. Đây là khái niệm do Zimmerman đưa ra. Động vật do không có ngôn ngữ như con người nên không thể nói lên cảm xúc của mình và chúng ta cũng không biết chúng có ý thức và cảm giác đau hay không, đó vẫn là vấn đề mà các nhà khoa học đang còn tranh luận.
Đau được Hiệp hội nghiên cứu đau quốc tế định nghĩa "là cảm giác khó chịu và là trải nghiệm cảm xúc xuất hiện cùng với tổn thương mô thực thể hay tiềm tàng, hoặc được mô tả giống như có tổn thương." Tuy nhiên, đối với các loài động vật, điều này rất khó, thậm chí chúng ta còn không biết liệu các loài động vật có xuất hiện một trải nghiệm cảm xúc hay không. Chính vì vậy, khái niệm này không được áp dụng ở động vật. Các phương pháp lượng giá đau tiêu chuẩn ở người hiện nay đều dựa vào lời khai của người đó, bởi vì chỉ có họ mới có thể biết chính xác tính chất và cường độ đau, cũng như mức độ của cảm giác đau.

## Tổng quan
Đau bao gồm hai thành phần là đau thực thể (nociception) và đau cảm giác (suffering). Đau thực thể giúp cơ thể phát hiện các kích thích có hại và đưa ra những hành động phản xạ để tránh xa hoặc loại bỏ nguồn kích thích đó. Khái niệm về đau thực thể không ngụ ý tới 'cảm giác' chủ quan - mà là một hành động phản xạ, ví dụ như cách mà con người nhanh chóng rời ngón tay khỏi cái đĩa nóng, mặc dù không thực sự cảm thấy đau. Khả năng này có thể thấy ở tất cả các loài động vật bậc cao. Đau thực thể có thể được quan sát bằng các kỹ thuật hình ảnh hiện đại thông qua các đáp ứng sinh lý và hành vi. Thành phần thứ hai của đau được gọi là 'sự khó chịu' (unpleasantness) hay đau cảm giác (suffering), là trạng thái tâm lý ám ảnh, tiêu cực, tức là phần thuộc về nội tại, cảm xúc của quá trình đau thực thể. Do đó, đau là một trải nghiệm mang tính cảm xúc và riêng biệt.
Để giải quyết vấn đề đánh giá khả năng biểu hiện trạng thái cảm xúc đau của các loài, chúng ta dùng đến phép 'đối chứng tương tự' (argument-by-analogy). Phương pháp này dựa trên nguyên tắc nếu một con vật đáp ứng với một kích thích theo một cách tương tự như với chính bản thân chúng ta, thì có khả năng chúng đã có một trải nghiệm tương tự như chúng ta. Có thể lập luận rằng khi chúng ta kẹp một cái kẹp vào ngón tay một con tinh tinh thì nó sẽ nhanh chóng rút tay lại, sử dụng phép đối chứng tương tự và suy ra rằng nó cũng thấy đau giống như chúng ta. Nếu nhất trí điều đó, chúng ta cũng có thể kết luận một con gián cũng có trải nghiệm tương tự khi nó quằn quại sau khi nó cũng bị kẹp như vậy.
Tương tự như con người, khi dùng sự lựa chọn thức ăn, chuột  và gà  với các triệu chứng lâm sàng của đau sẽ ăn nhiều thức ăn có chứa thuốc giảm đau hơn so với các con không đau. Ngoài ra, việc tiêu thụ thuốc giảm đau carprofen ở một con gà què chân đã được khẳng định là có tương quan với mức độ nghiêm trọng của tổn thương cho đến khi dáng đi của nó được cải thiện. Sự hạn chế của phương pháp đối chứng tương tự là các phản ứng sinh lý thì không thể xác định cũng như được thúc đẩy bởi trạng thái tinh thần, và cách tiếp cận này bị chỉ trích là một sự diễn giải theo thuyết nhân cách hóa (anthropomorphism). Ví dụ, một sinh vật đơn bào như amip cũng quằn quại sau khi được tiếp xúc với các kích thích độc hại mà không phải là do đau.

## Lịch sử
Ý kiến cho rằng động vật không thể có trải nghiệm đau hoặc cảm giác đau như người được nhà triết học Pháp thế kỷ 17, René Descartes đưa ra, và lập luận rằng động vật không có ý thức. Mãi đến những năm 1980, các nhà nghiên cứu vẫn không chắc chắn liệu động vật có trải nghiệm đau hay không, các bác sĩ thú y được đào tạo ở Mỹ trước năm 1989 đã được học bỏ qua vấn đề đau ở động vật. Khi tiếp xúc với các nhà khoa học và các bác sĩ thú y khác, Bernard Rollin thường xuyên yêu cầu "chứng minh" rằng động vật có ý thức, và đã cung cấp những "căn cứ có thể chấp nhận được về mặt khoa học" để xác nhận động vật có cảm giác đau. Những đánh giá khoa học hiện nay cho thấy khả năng một số loài động vật ít nhất cũng có những suy nghĩ và cảm giác ý thức đơn giản, tuy nhiên một số tác giả vẫn tiếp tục đặt câu hỏi làm thế nào để xác định được trạng thái tâm lý ở động vật.

## Ở các loài
Mặc dù nhiều loài động vật cũng có cơ chế đáp ứng đau tương tự như của con người, như cũng có những dây thần kinh và những khu vực tương tự ở não bộ liên quan đến xử lý đau, cũng có các biểu hiện hành vi đáp ứng đau, nhưng điều rất khó là làm thế nào để đánh giá động vật thực sự có trải nghiệm đau hay không.
Khả năng trải nghiệm đau ở một loài động vật kể cả con người không thể được xác định trực tiếp nhưng nó có thể được ghi nhận thông qua các phản ứng sinh lý và hành vi tương tự. Nhiều loài động vật cũng thể hiện thay đổi hành vi và sinh lý phức tạp cho thấy khả năng về trải nghiệm đau như: chúng ăn ít hơn, hành vi thông thường bị thay đổi, hành vi cộng đồng bị ức chế, chúng có thể có các hành vi bất thường như phát tiếng kêu cứu nạn đặc trưng, thay đổi hô hấp và tim mạch, cũng như biểu hiện viêm và giải phóng hóc môn căng thẳng.
Elwood đã đưa ra một số tiêu chí cho biết khả năng một loài có thể có cảm thấy đau đớn bao gồm:
1. Có hệ thần kinh và thụ cảm thể thích hợp
2. Những thay đổi sinh lý đối với các kích thích có hại
3. Biểu hiện những phản ứng vận động mang tính bảo vệ có thể bao gồm hạn chế cử động khu vực bị bệnh như đi khập khiễng, cọ xát, nắm giữ hoặc tự cắt đứt
4. Có các thụ cảm thể opioid và biểu hiện giảm đáp ứng với các kích thích có hại khi cho thuốc giảm đau và gây tê cục bộ
5. Biểu hiện sự cân bằng giữa việc tránh kích thích và yêu cầu động lực khác
6. Biểu hiện học cách tránh
7. Khả năng nhận thức và tri giác cao

## Động vật có xương sống

### Cá
Cá đã được chứng minh là có tế bào thần kinh cảm giác rất nhạy cảm với các kích thích gây hại và đồng nhất về sinh lý giống với các thụ thể ở người. Các đáp ứng hành vi và sinh lý với một kích thích đau xuất hiện tương tự các động vật lưỡng cư, chim và động vật có vú, và khi được cho uống một loại thuốc giảm đau thì những phản ứng này cũng giảm.
Những người ủng hộ bảo vệ động vật đã dấy lên lo ngại về sự đau đớn có thể có ở cá khi bị câu. Dựa trên kết quả của những nghiên cứu gần đây, một số nước như Đức, đã cấm các loại ngư cụ chuyên biệt, và Hội bảo vệ động vật Hoàng gia Anh (RSPCA) giờ đây sẽ chính thức khởi kiện những người nào tàn nhẫn với cá.

## Động vật không xương sống
Mặc dù đã có lập luận rằng hầu hết các động vật không xương sống không cảm thấy đau, nhưng có một số bằng chứng cho thấy động vật không xương sống, đặc biệt là các loài thập túc giáp xác (như cua và tôm hùm) và thân mềm (như bạch tuộc), có những biểu hiện phản ứng hành vi và sinh lý học cho thấy chúng có thể có trải nghiệm này.
Người ta đã tìm thấy các thụ cảm thể ở giun tròn, giun đốt và động vật thân mềm. Hầu hết côn trùng không có thụ cảm thể, ngoại trừ loài ruồi giấm
Các peptide opioid và các thụ thể opiate thấy xuất hiện tự nhiên ở giun tròn, động vật thân mềm, côn trùng và động vật giáp xác. Sự hiện diện của opioid trong động vật giáp xác đã được giải thích như là một dấu hiệu cho thấy rằng tôm hùm có thể có trải nghiệm đau, mặc dù nó đã được tuyên bố "hiện tại chưa rút ra được kết luận nào".
Một lý do để bác bỏ trải nghiệm đau ở động vật không xương sống là bộ não của chúng quá nhỏ. Tuy nhiên, kích thước bộ não không nhất thiết phải tương đương với sự phức tạp của chức năng. Hơn nữa, tỷ lệ trọng lượng não trên trọng lượng cơ thể ở động vật thân mềm là tương tự như ở động vật có xương sống, nhưng nhỏ hơn ở các loài chim và động vật có vú, và tương tự hay lớn hơn so với hầu hết các bộ não cá.

## Trong khoa học

### Thuốc thú y
Thuốc thú y sử dụng cho đau thực sự hoặc tiềm tàng ở động vật, tương tự như thuốc giảm đau và thuốc mê được sử dụng ở người.

### Lượng giá đau
Dolorimetry (dolor: Latin: đau, đau buồn) là phương pháp lượng giá đáp ứng đau ở động vật, bao gồm cả con người. Y học thường xuyên sử dụng phương pháp này để chẩn đoán, lượng giá và nghiên cứu khoa học về đau cũng như trong thử nghiệm về hiệu quả của thuốc giảm đau. Kỹ thuật lượng giá đau ở động vật không phải người bao gồm nghiệm pháp kiểm tra áp lực chân, nghiệm pháp búng đuôi và nghiệm pháp chiếc đĩa nóng.

### Trong phòng thí nghiệm
Động vật được sử dụng trong phòng thí nghiệm với nhiều lý do, trong đó có thể liên quan đến đau đớn, đau khổ hay bị hành hạ. Mức độ đau đớn và đau khổ mà thử nghiệm gây ra cho động vật thí nghiệm là chủ đề của nhiều cuộc tranh luận. Marian Stamp Dawkins định nghĩa "đau khổ" ở động vật thí nghiệm như trải nghiệm của chúng trong "một phạm vi rộng các trạng thái khó chịu chủ quan (tâm thần) quá mức." Bộ nông nghiệp Hoa Kỳ định nghĩa một "thủ thuật gây đau" trong nghiên cứu động vật là thủ thuật trong đó "nếu được áp dụng trên người thì sẽ gây ra đau nhiều hơn so với cơn đau nhẹ hay đau thoảng qua, hoặc gây mất sức trong phạm vi có thể chấp nhận được." Một số nhà phê bình cho rằng, có nghịch lý là trong thời đại nâng cao nhận thức về bảo vệ động vật, thì chính các nhà nghiên cứu lại có khuynh hướng phủ nhận trải nghiệm đau của động vật đơn giản chỉ vì họ không muốn thừa nhận chính mình là người gây ra điều đó. Nghiên cứu động vật có tiềm năng gây ra đau được quy định bởi Luật bảo vệ động vật 1966 ở Mỹ, và nghiên cứu có khả năng gây "đau, đau khổ, kiệt sức hay tổn thương lâu dài" được quy định bởi Luật (thủ thuật khoa học) động vật 1986 ở Anh.

#### Phân loại mức độ
Tính đến năm 2011, mười một quốc gia đã có hệ thống quốc gia phân loại mức độ nghiêm trọng liên quan đến đau và đau khổ ở động vật được sử dụng trong nghiên cứu là: Australia, Canada, Phần Lan, Đức, Cộng hòa Ireland, Hà Lan, New Zealand, Ba Lan, Thụy Điển, Thụy Sĩ, và Anh. Hoa Kỳ cũng có một hệ thống phân loại động vật sử dụng khoa học quốc gia bắt buộc, nhưng có sự khác biệt với các nước khác ở chỗ nó nói về các loại thuốc giảm đau đã được yêu cầu và/hoặc được sử dụng. Tại Việt Nam, gần đây Trường Đại học Nông nghiệp Hà Nội đã tổ chức các cuộc hội thảo về động vật thí nghiệm, theo đó một mặt đánh giá sự cần thiết của việc sử dụng động vật trong nghiên cứu khoa học, các hội thảo này cũng đã đề cập đến quyền lợi của động vật và các biện pháp bảo vệ, chăm sóc động vật phục vụ nghiên cứu khoa học..
Phân loại mức độ đầu tiên được thực hiện năm 1986 ở Phần Lan và Vương quốc Anh. Số lượng các loại mức độ nghiêm trọng dao động trong khoảng 3 (Thụy Điển và Phần Lan) và 9 (Australia). Tại Anh, các dự án nghiên cứu được phân loại là "nhẹ", "vừa phải", và "đáng kể" về sự chịu đựng mà các nhà khoa học tiến hành nghiên cứu nói rằng họ có thể gây ra; một cấp thứ tư là "không phân loại" có nghĩa là con vật đã được gây mê và bị giết chết mà không phục hồi ý thức. Nên nhớ rằng trong hệ thống của Vương quốc Anh, nhiều dự án nghiên cứu (ví dụ như chuyển đổi gen, thức ăn chăn nuôi khó chịu) sẽ đòi hỏi phải có giấy phép theo Luật (thủ thuật khoa học) động vật 1986, nhưng có thể gây đau nhẹ hay không đau hoặc chịu đựng. Trong tháng 12 năm 2001, 39% (1296) giấy phép dự án có hiệu lực đã được phân loại là "nhẹ", 55% (1811) là "vừa phải", 2% (63) là "đáng kể", và 4% (139) là "không phân loại". Trong số giấy phép dự án được ban hành năm 2009, 35% (187) được phân loại là "nhẹ", 61% (330) là "vừa phải", 2% (13) là "nghiêm trọng" và 2% (11) không phân loại.
Tại Mỹ, "Hướng dẫn chăm sóc và sử dụng động vật trong phòng thí nghiệm" xác định các tham số cho các quy định về thử nghiệm trên động vật. Theo đó, "khả năng trải nghiệm và đáp ứng với đau là phổ biến rộng rãi trong thế giới động vật... Đau là một căng thẳng và, nếu không làm giảm, có thể dẫn đến mức không thể chấp nhận được của sự căng thẳng và đau khổ ở động vật." "Hướng dẫn" tuyên bố khả năng nhận ra các triệu chứng đau ở các loài khác nhau là điều cần thiết cho người chăm sóc và sử dụng động vật. Theo đó, tất cả các vấn đề đau và khốn khổ của động vật và điều trị tiềm năng với thuốc giảm đau và gây mê, được yêu cầu các vấn đề pháp lý cho phê chuẩn nghị định thư động vật.